# Уруасу
Уруасу (порт. Uruaçu) — муниципалитет в Бразилии, входит в штат Гояс. Составная часть мезорегиона Север штата Гойяс. Входит в экономико-статистический микрорегион Порангату. Население составляет 36 929 человек на 2010 год. Занимает площадь 2141,776 км². Плотность населения — 15,5 чел./км².

## Статистика
- Валовой внутренний продукт на 2003 год составляет 132 023 015,00 реалов (данные: Бразильский институт географии и статистики).
- Валовой внутренний продукт на душу населения на 2003 год составляет 3956,34 реалов (данные: Бразильский институт географии и статистики).
- Индекс развития человеческого потенциала на 2000 год составляет 0,738 (данные: Программа развития ООН).